# Елошанский сельсовет
Елошанский сельсовет — упразднённые административно-территориальная единица и муниципальное образование со статусом сельского поселения в Лебяжьевском районе Курганской области Российской Федерации.
Административный центр — село Елошное.

## История
Статус и границы сельского поселения установлены Законом Курганской области от 4 ноября 2004 года № 711 "Об установлении границ муниципального образования Елошанского сельсовета, входящего в состав муниципального образования Лебяжьевского района".
Законом Курганской области от 30 мая 2018 года N 48, в состав Елошанского сельсовета были включены все населённые пункты упразднённых Балакульского и Дубровинского сельсоветов.
10 декабря 2020 года Елошанский сельсовет упразднён в связи с преобразованием Лебяжьевского муниципального района в муниципальный округ.

## Население
| 1989 | 2002  | 2004  | 2010 | 2012 | 2013 | 2014 |
| ---- | ----- | ----- | ---- | ---- | ---- | ---- |
| 1179 | ↘1031 | ↘1014 | ↘699 | ↘674 | ↘652 | ↘621 |
| 2015 | 2016  | 2017  | 2018 | 2019 | 2020 |      |
| ↘578 | ↘553  | ↘523  | ↘510 | ↗922 | ↘901 |      |

## Состав сельского поселения
| № | Населённый пункт | Тип населённого пункта       | Население |
| - | ---------------- | ---------------------------- | --------- |
| 1 | Елошное          | село, административный центр | ↘648      |
| 2 | Золотово         | деревня                      | →0        |
| 3 | Фрунзе           | деревня                      | ↘51       |
| 4 | Балакуль         | село                         | ↘214      |
| 5 | Урожайная        | деревня                      | ↘21       |
| 6 | Бочаговка        | деревня                      | ↘86       |
| 7 | Дубровное        | село                         | ↘249      |